# Đội tuyển Davis Cup Cộng hòa Dominica
Đội tuyển Davis Cup Cộng hòa Dominica đại diện Cộng hòa Dominica ở giải đấu quần vợt Davis Cup và được quản lý bởi Liên đoàn quần vợt Dominica.
Cộng hòa Dominica hiện tại thi đấu ở Nhóm I khu vực châu Mỹ.

## Lịch sử
Cộng hòa Dominica lần đầu tiên tham gia Davis Cup vào năm 1989.
Năm 2010, Cộng hòa Dominica lần đầu tiên chơi ở Nhóm I khu vực châu Mỹ.
Đội thêm một lần nữa vào Nhóm I khu vực châu Mỹ sau chiến thắng trước Mexico trong trận chung kết với tỉ số 3-2.
Tháng 9 năm 2013, Cộng hòa Dominica trụ được ở Nhóm I khu vực châu Mỹ sau khi vượt qua Chile 4-1 trong trận play-off xuống hạng.
Tháng 7 năm 2015, đội đánh bại Ecuador, lần đầu tiên tham gia vòng Play-off.

## Đội hình hiện tại (2014)
- Víctor Estrella Burgos
- José Hernández
- José Olivares
- Peter Beltran (vận động viên trẻ)
- Manuel Castellanos